# Gunnar Andersson
Gunnar Andersson (14. srpna 1928, Arvika - 1. října 1969, Marseille) byl švédský fotbalový útočník. V dresu Olympique Marseille se stal 2× králem střelců francouzské ligy.

## Hráčská kariéra
Gunnar Andersson hrál za IFK Göteborg, Kjøbenhavns Boldklub, Marseille, Montpellier, FC Girondins de Bordeaux, Aix-en-Provence, Oran, Gignac a IFK Arvika.
V dresu Olympique Marseille se stal 2× králem střelců francouzské ligy.

## Smrt
Andersson zemřel ve 41 letech, když jel na utkání PVP Olympique Marseille - Dukla Praha.

## Úspěchy
- Král střelců francouzské ligy: 1951–1952, 1952–1953